# Йеле
Йеле (йели-дне, также известен как россел, йела, йеледжонг, йелетнье, йелиднье) — изолированный папуасский язык. В 1998 году насчитывалось 3750 носителей этого языка. Они проживают на острове Россел в Папуа — Новой Гвинее. Язык условно считают входящим в восточнопапуасскую филу. Язык имеет диалекты: даминью, боу, вуланга, джинджо, абалетти, джару.
Для языка йеле характерен эргативный синтаксис. Типология порядка слов тяготеет к формату SOV, но порядок слов свободный. Более 1000 различных аффиксов и клитик. Присутствует абсолютная пространственная система, хорошо развитая система предлогов, позиционных глаголов. Глагол изменяется по времени, виду, наклонению. Существительные изменяются по числу. В фонетике отмечено около 90 фонем, что является очень большим количеством. Йеле обладает обширным набором двухфокусных согласных. Почти во всех языках мира, в которых они есть, это губно-велярные согласные, то есть они произносятся одновременно губами и спинкой языка.